# Nhà hàng Modern Toilet
Nhà hàng Modern Toilet (tạm dịch: nhà hàng toilet hiện đại) (tiếng Trung: 便所主題餐廳; bính âm: Biànsuǒ Zhǔtí Cāntīng) là một chuỗi nhà hàng độc đáo bày trí theo chủ đề nhà vệ sinh, có ba chi nhánh tại Đài Loan. Đây là nhà hàng toilet đầu tiên tại Đài Loan.

## Bài trí
Mọi thứ trong nhà hàng được thiết kế dựa trên các vật dụng trong phòng vệ sinh hoặc phòng tắm. Các bức tường phủ gạch ca rô được trang trí bằng vòi hoa sen, trong khi các tấm treo từ trần nhà cùng với đèn hình phân. Ghế làm từ bồn cầu thật (nhưng không thể dùng để đi vệ sinh được), các bát đĩa được phục vụ hình bồn cầu thu nhỏ bằng nhựa và đồ uống cũng được cung cấp trong các bồn tiểu nhỏ. Chủ sở hữu Wang Tzi-wei đã bắt đầu mở chuỗi cửa hàng Modern Toilet sau thành công của cửa hàng bán kem cuộn được phục vụ trong nhà vệ sinh mini. Các nhà hàng với những chủ đề kỳ quặc không phải là hiếm ở Đài Loan; nơi đây cũng có các địa điểm ăn uống giống như nhà tù và bệnh viện, thây ma, địa ngục...

## Lịch sử

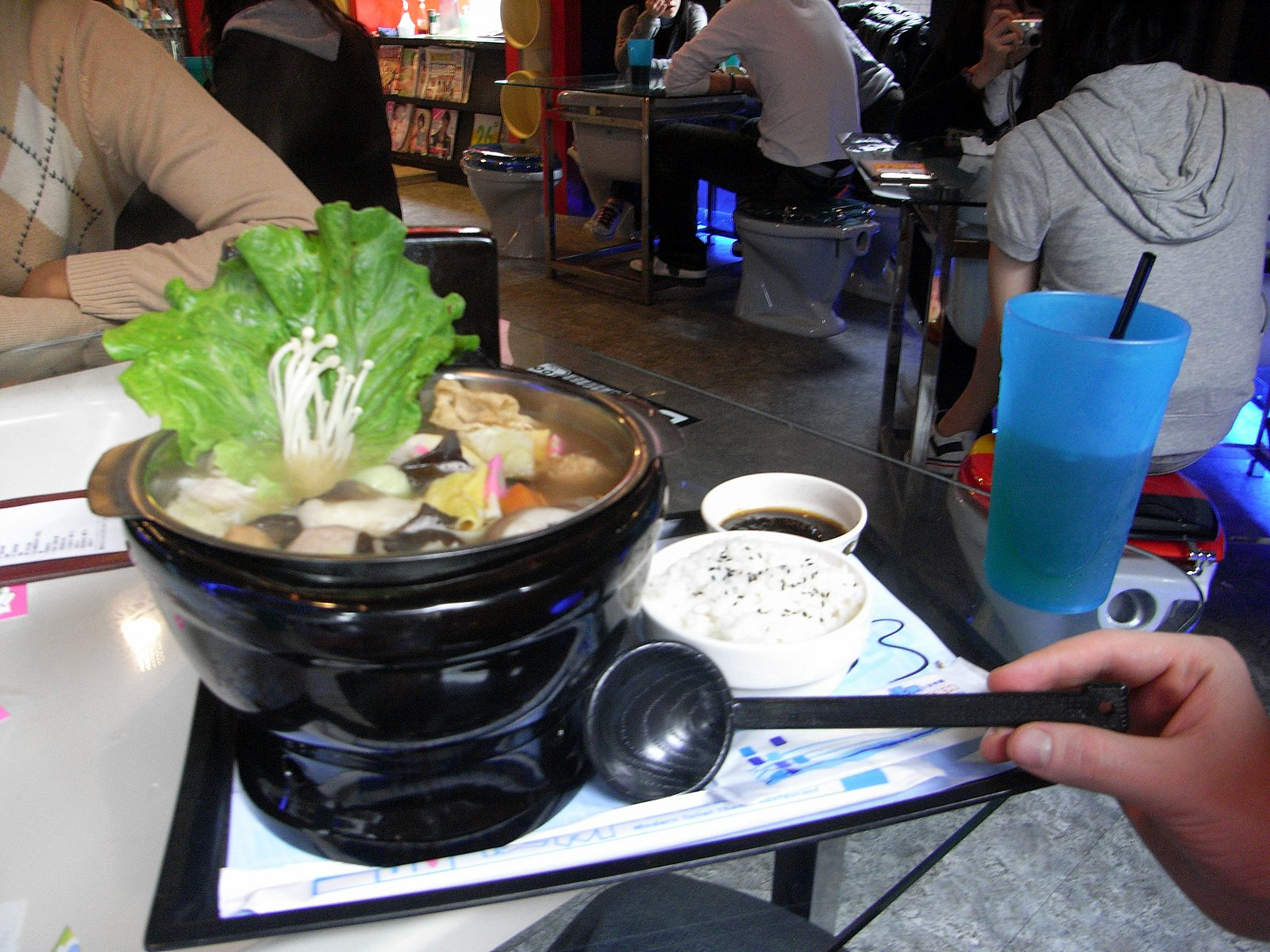
Lẩu trên toilet

Chủ nhà hàng Wang Tzi-wei đã mở nhà hàng này theo nguồn cảm hứng của ông từ một nhân vật người máy trong phim hoạt hình Nhật Bản. Theo quản lý Yang Chung-chi ở nhà hàng quận Sỹ Lâm, khách hàng tìm đến đây phần lớn là thanh niên trẻ độ tuổi từ 15 đến 35, điểm chung của họ là có khiếu hài hước và ưa khám phá điều mới lạ. Năm 2004, nhà hàng đầu tiên mang tên Modern Toilet ra đời chủ quán đã mở thêm 12 địa điểm nữa ở các khu vực Đài Loan, Hồng Kông, Trung Quốc, Nhật Bản…
Chuỗi nhà vệ sinh hiện đại bắt đầu hoạt động tại Cao Hùng, Đài Loan và tính đến năm 2020 đã có ba chi nhánh tại Đài Loan. Trước đây có 19 địa điểm trong đó có hai địa điểm ở Hồng Kông.
Trang web của chuỗi nhà hàng này viết: "Mục tiêu của chúng tôi là trở thành thương hiệu số một về kiểu nhà hàng có chủ đề riêng. Vào thời đại mà sự sáng tạo trở thành vua, thì kể cả phân cũng có thể biến thành vàng". Mô hình nhà hàng này cũng xuất hiện ở nhiều nơi khác như quán cà phê Magic Restroom ở Los Angeles, Mỹ hay nhà hàng World Toilet ở Hà Nội, Việt Nam.

## Ăn uống

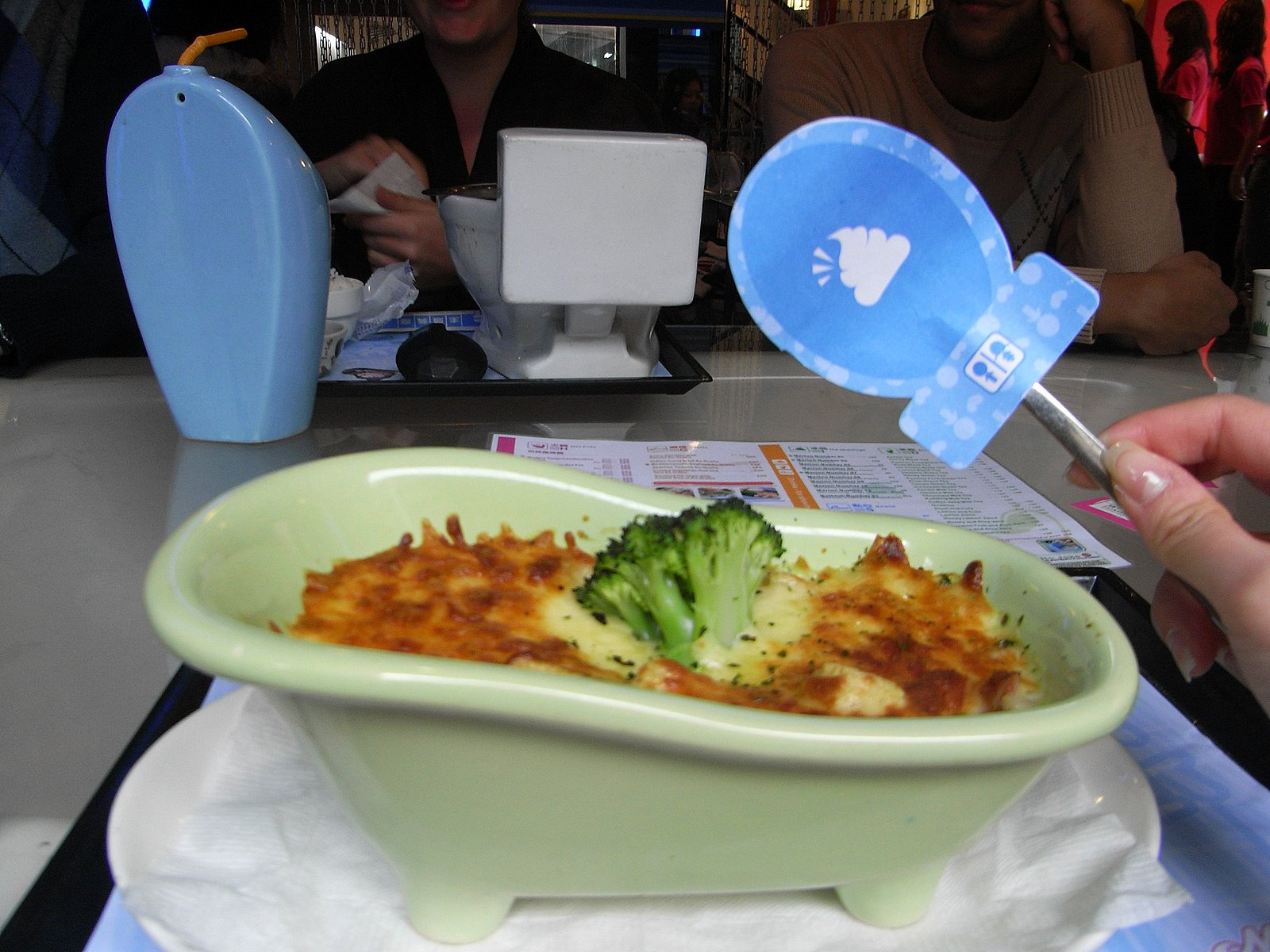
Đĩa gratin trên bồn tắm

Khách hàng dùng bữa khi ngồi trên bồn cầu acrylic được trang trí bằng "hoa hồng, vỏ sò hoặc những bức tranh thời phục hưng". Các bàn ăn được phục vụ trên những chiếc bàn là bồn tắm lắp kính trong suốt. Các bữa ăn được phục vụ trong bồn cầu nhỏ và đồ uống được đựng trong bồn tiểu nhựa nhỏ để khách hàng có thể mang về nhà làm kỷ niệm. Kem tráng miệng được phục vụ trong một chiếc đĩa giống như bồn cầu ngồi xổm.

## Tiếp nhận
Trên trang TripAdvisor, Modern Toilet nhận nhiều lời khen ngợi về mặt ý tưởng trang trí. Tuy nhiên cũng không ít thực khách nói rằng “không thể tiêu hóa nổi”.